# Kayuri
Kayuri is een bestuurslaag in het regentschap Oost-Soemba van de provincie Oost-Nusa Tenggara, Indonesië. Kayuri telt 1331 inwoners (volkstelling 2010).